# Michellie Jones
Michellie Yvonne Jones (Fairfield, 6 settembre 1969) è un'ex triatleta australiana.

## Palmarès
- Olimpiadi
  - Sydney 2000: argento
- Campionati del mondo di triathlon
  - Manchester 1993: oro
  - Huntsville 1992: oro
  - Edmonton 2001: argento
  - Losanna 1998: argento
  - Queenstown 2003: bronzo
  - Perth 2000: bronzo
  - Perth 1997: bronzo
  - Gold Coast 1991: bronzo
- Ironman 70.3
  - Cancun - 2009
- Coppa del mondo di triathlon - 1998, 2000